# Педагогическое просвещение
Педагогическое просвещение — одна из традиционных форм взаимодействия педагогов учреждений образования и родителей (раздел методики работы с родителями), родительский всеобуч.
Разнообразные формы работы с родителями должны быть взаимосвязаны и представлять единую стройную систему (лекции, практикумы, семинары, беседы, консультации и др.) предусматривают ознакомление родителей с основами теоретических знаний, с новаторскими идеями в области педагогики и психологии, в большей степени с практикой работы с детьми.

## Традиционные
- Родительские собрания — распространенная форма работы с родителями. Собрание проводится один раз в месяц или в четверть, в зависимости от особенностей класса, возраста учащихся, контингента родителей. Очень важно, чтобы уже в ходе первой встречи с педагогом родители чётко знали сроки проведения родительских собраний, заранее получили расписание всех видов сотрудничества на учебный год. Это дисциплинирует родителей и даёт понять, что школа целенаправленно занимается проблемами семьи и уделяет такому сотрудничеству большое внимание.
- Лекции — устное систематическое и последовательное изложение материала по какой-либо проблеме, методу, теме вопроса и т. д.
- Вечера вопросов и ответов — одна из форм воспитания, которую проводят преподаватели  и заучи по различным вопросам воспитания и образования учеников.
- Диспуты — тип урока, который олицетворяет собой одну из особенностей переживаемого страной времени: признание важности и полезности обсуждений. Если к какой-то проблеме могут быть принципиально разные подходы или о ней существуют противоположные мнения, то она может стать темой урока-диспута. Главная ценность этого урока состоит в том, что в нем формируется диалектическое мышление школьников.
- дни открытых дверей — возможность познакомить родителей с учебной и воспитательной деятельностью школы. Благодаря этому мероприятию родители увидят работу ребенка на уроке и во внеклассной деятельности.

## Нетрадиционные
- деловые игры
- регламентированные дискуссии
- обмен родительским опытом (в том числе через Сеть)

Выбор и применение различных форм работы с родителями опирается на ряд общих условий:
- знание родителями своих детей, их положительных и отрицательных качеств (что читают, чем интересуются, какие поручения выполняют, какие трудности испытывают, каковы отношения с одноклассниками и педагогами, что более всего ценят в людях и т. п.);
- личный опыт родителей, их авторитет, характер отношений в семье, стремление воспитывать личным примером;
- педагогическая культура родителей (педагогический потенциал семьи) оказывает решающее влияние на выбор методов, средств и форм воспитания.

## Педагогическая пропаганда в СССР
Педагогическая пропаганда — распространение важных сведений по вопросам образования и воспитания среди широких кругов населения. Впервые получала массовое развитие в СССР. Центром педагогической пропаганды являются школы. Методы и формы этой работы в СССР весьма разнообразны — лекции, доклады, семинары и консультации в спец. лекториях для родителей или в родительских университетах, в школах, на предприятиях, а также через печать и радио.